# Мали мајстори
Мали мајстори је назив за групу немачких бакрописаца и гравера из 16. века који су тако називани због својих штампаних графика претежно малог формата. Појам није, међутим, строго омеђен, тако да се под њим могу подвести евентуано и уметници других земаља. У Мале мајсторе убрајају се између осталих Ханс Зебал Бехам, Георг Пенц и Хајнрих Алдегрефер. Теме малих мајстора припадају углавном кругу реформације и захватају актуелну политику и савремени живот. На њихов репертоар облика снажно су утицали елементи италијанске ренесансе али и штампане графике Албрехта Дирера.